# Trigonarthris proxima
Trigonarthris proxima är en skalbaggsart som först beskrevs av Thomas Say 1824.  Trigonarthris proxima ingår i släktet Trigonarthris och familjen långhorningar. Inga underarter finns listade i Catalogue of Life.